# Liriomyza temperata
Liriomyza temperata este o specie de muște din genul Liriomyza, familia Agromyzidae, descrisă de Spencer în anul 1986.
Este endemică în North Carolina. Conform Catalogue of Life specia Liriomyza temperata nu are subspecii cunoscute.